# Новорождественское (Томская область)
Новорождественское — село в Томском районе Томской области, административный центр Новорождественского сельского поселения.
Почтовый индекс: 634535.

## География
Село расположено на реке Китат (приток Яи), в 65 км к востоку от Томска, недалеко от границы с Кемеровской областью.

## История
Населённый пункт был основан в 1897 году переселенцами из Полтавской губернии как Коровинский переселенческий посёлок. Многие жители села являются потомками украинских переселенцев.

## Образование и культура
Средняя школа им. В. И. Овчинникова. Дом культуры. Краеведческий музей.
30 октября 2018 года открыт памятник жертвам политических репрессий.

## Население
| 2002  | 2008  | 2009 | 2010  | 2011  | 2012  | 2013  |
| ----- | ----- | ---- | ----- | ----- | ----- | ----- |
| 1074  | ↘984  | ↘972 | ↗1064 | ↗1067 | →1067 | ↘1055 |
| 2014  | 2015  | 2021 |       |       |       |       |
| ↘1045 | ↘1033 | ↘950 |       |       |       |       |